# Tierpark Sababurg
Koordinaten: 51° 32′ 43″ N, 9° 32′ 7″ O

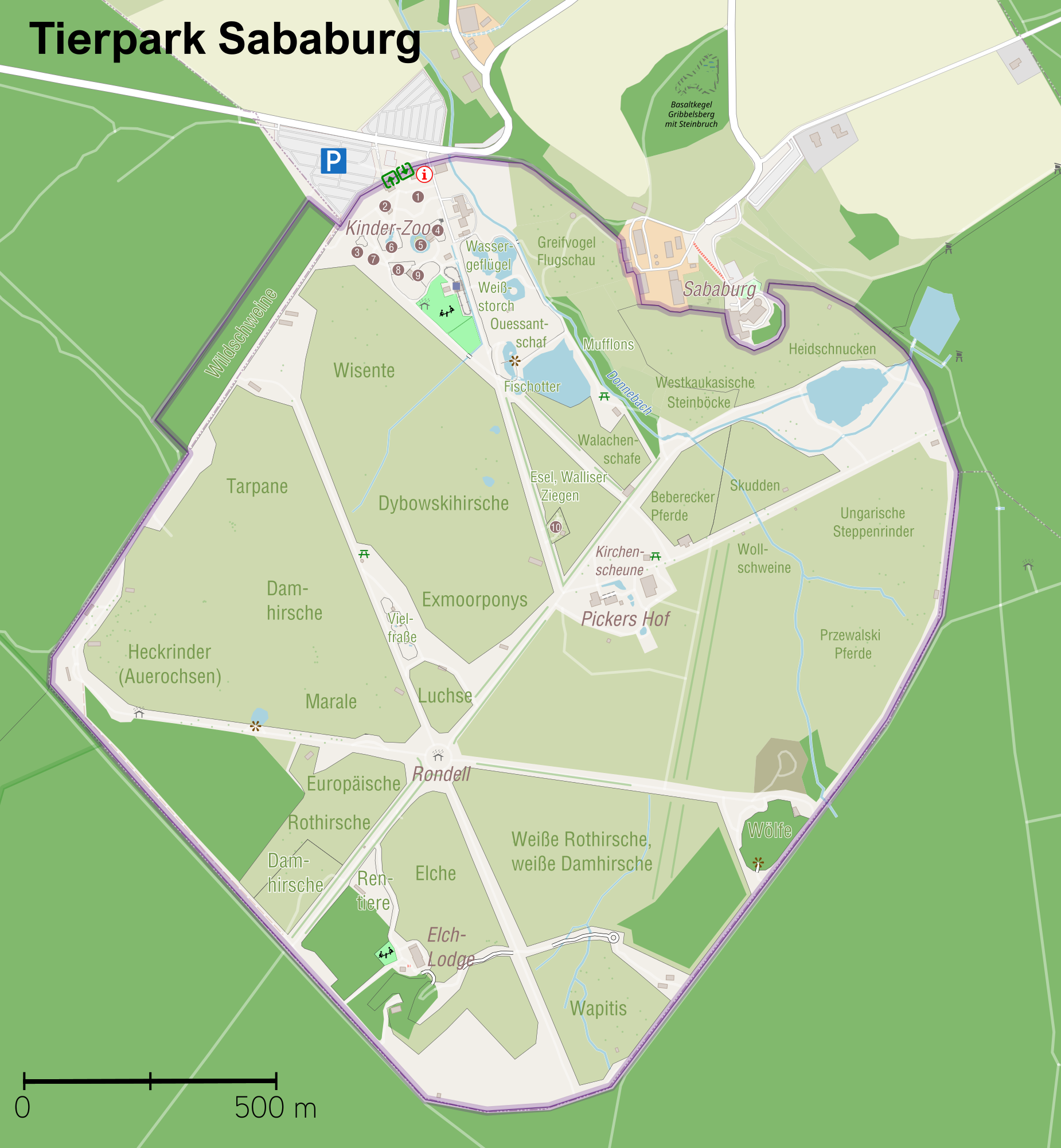
Tierpark Sababurg: Lageplan

Der Tierpark Sababurg ist ein Wildpark an der Sababurg (früher auch Zapfenburg genannt) im Reinhardswald im nordhessischen Landkreis Kassel. Er wurde 1571 als Tiergarten (Thiergarten an der Zapfenburg) angelegt und ist seit 1973 als Tierpark Sababurg bekannt. Mit rund 130 ha Fläche zählt er zu den größten und ältesten Wildparks in Europa. Lange Eichenalleen durchziehen den Park, an den westlich der Urwald Sababurg grenzt. Der Park beherbergt auch vom Aussterben bedrohte heimische Tierarten; eine artgerechte Haltung wird durch großzügig angelegte Freigehege angestrebt.

## Geographische Lage
Der Tierpark Sababurg liegt, zum Hofgeismarer Stadtteil Beberbeck gehörend, im Kernbereich des Reinhardswaldes, zwischen dem etwa 4 km westsüdwestlich liegenden Beberbeck und dem rund 4,5 km nordnordwestlich gelegenen Gottsbüren, einem Ortsteil von Trendelburg. Er breitet sich direkt unterhalb der auf einer Basaltkuppe stehenden Sababurg aus und befindet sich etwa zwischen 275 m (am Eingangsbereich im Norden) und 355 m ü. NN (nahe dem Kasseler Tor im Süden). Durch die östlichen und nördlichen Parkbereiche fließt etwa in Südost-Nordwest-Richtung der Donnebach, ein kleiner, rechtsseitiger Zufluss der Holzape. Westlich an den Park grenzt der zum gemeindefreien Gebiet Gutsbezirk Reinhardswald gehörende Urwald Sababurg.

## Geschichte – 1571 bis 1973

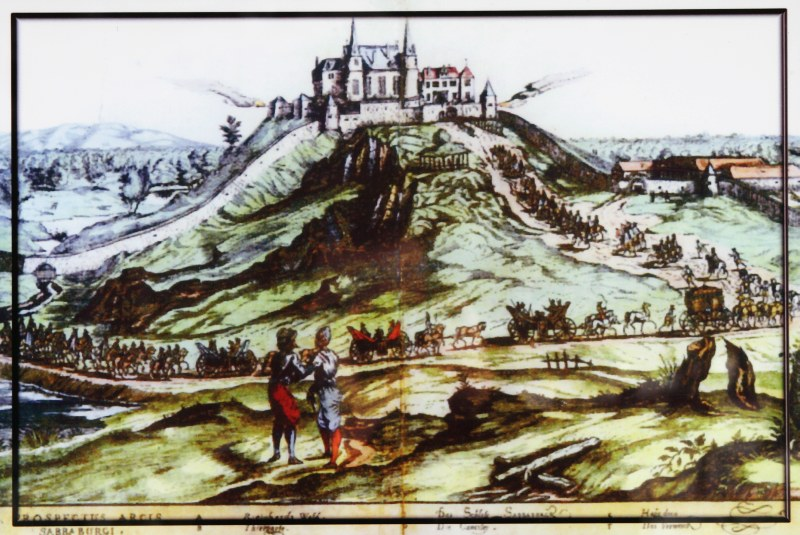
Kupferstich Sababurg 1598 von Wilhelm Dilich; zu erkennen ist die Mauer, die das Jagdgatter des Tiergartens umgibt

Die ab 1334 als Zappenburg errichtete Sababurg erlebte ab 1490 durch Landgraf Wilhelm I. (1466–1515) einen Um- und Ausbau zum Renaissance-Jagdschloss mit Gestüt. Unterhalb der nun „Zapfenburg“ genannten Burg entstanden in den folgenden 70 Jahren ausgedehnte Pferdekoppeln und Weideflächen. Der stark an Naturwissenschaften interessierte Landgraf Wilhelm IV. (1532–1592) ließ zwischen 1567 und 1571 das Gelände mit einer fünf Kilometer langen und drei Meter hohen Mauer aus Bruchsteinen einfrieden. Für Jagd und Forschung wurde ein Teil des Areals unter anderem mit Auerochsen (heute ausgestorben), Damwild, weißen Rothirschen, Gämsen, Elchen und Rentieren bestückt. So entstand neben den Koppeln für die Gestütspferde der für die Öffentlichkeit nicht zugängliche Thiergarten an der Zapfenburg, der erste seiner Art in Europa.
1724 ließ Landgraf Carl von Hessen (1654–1730) das Pferdegestüt nach Beberbeck verlegen. Teile des Tierparks wurden weiterhin als Weideflächen benutzt, während die Wildgatter einen starken Baumbewuchs aufwiesen.
Nach der Besetzung durch französische Soldaten von 1760 bis 1763 während des Siebenjährigen Kriegs (1756–1763) wurde die Sababurg nur noch als Forsthaus benutzt und verfiel zusehends. Unter Landgraf Friedrich II. (1720–1785) wurde der Park um 1770, dem barocken Zeitgeist entsprechend, so umgestaltet, dass er für die Parforcejagd geeignet war. Man legte ein Rondell an, auf das von der Umfassungsmauer aus sternförmig sechs Schneisen zuliefen, die noch heute als Eichenalleen zu erkennen sind. Bei dieser Umgestaltung verlegte man die fast gerade von Holzhausen zur Sababurg verlaufende Allee auf einen Weg außerhalb des Tierparks. Zu dieser Zeit war der Tierpark aber eigentlich schon keiner mehr, weil die hessischen Landgrafen zum Ende des 18. Jahrhunderts das Interesse an ihm verloren hatten. Die meisten Bäume wurden abgeholzt und die Wildgatter entfernt, um mehr Weidefläche für die Beberbecker Pferdezucht zu erhalten.
Bis 1928 wurden in Beberbeck Pferde gezüchtet und der Tierpark Sababurg ausschließlich als Weide genutzt, danach als landwirtschaftliche Nutzfläche für die preußische Staatsdomäne Beberbeck. Nach 1945 gab es verstärkt Bemühungen, den Tierpark als solchen wieder zu beleben. Einsetzender Tourismus rund um die Sababurg, deren Ruine ab 1959 zum Hotel-Restaurant der gehobenen Kategorie umgebaut wurde, und die zu Zeiten des Hessischen Ministerpräsidenten Georg-August Zinn (1901–1976) im Reinhardswald eingeführten Diplomatenjagden förderten öffentliches und politisches Interesse an einer Reaktivierung. Wesentlichen Anteil an der konzeptionellen Gestaltung und am Neuaufbau des Tierparks hatte der Zoologe Hans Georg Picker. Unter seiner Leitung und der Trägerschaft des Kreises konnte 1973 der Tierpark neu eröffnet werden.

## Geschichte – seit 1973

### Konzept

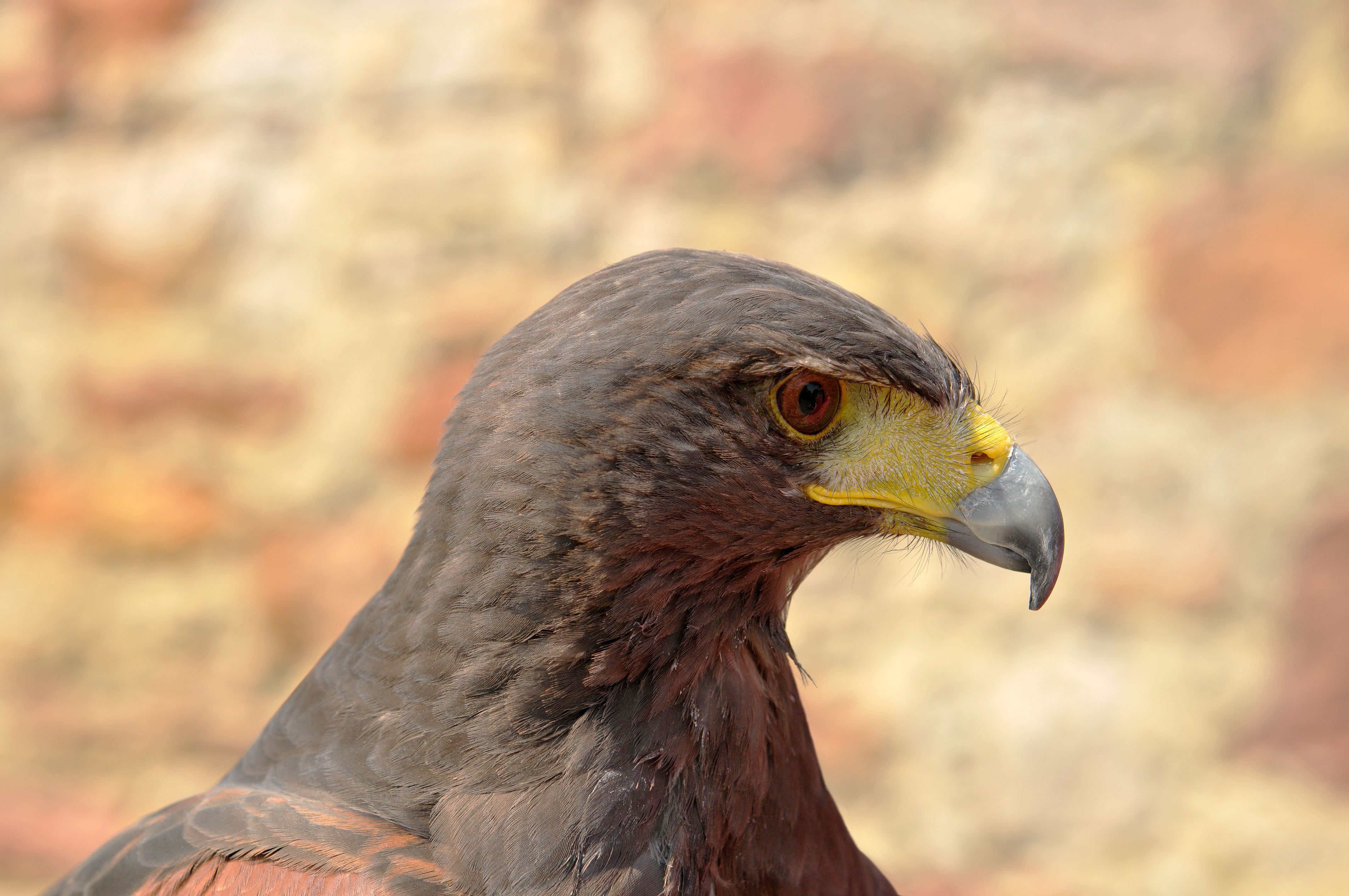
Wüstenbussard in der Greifvogelstation des Tierparks

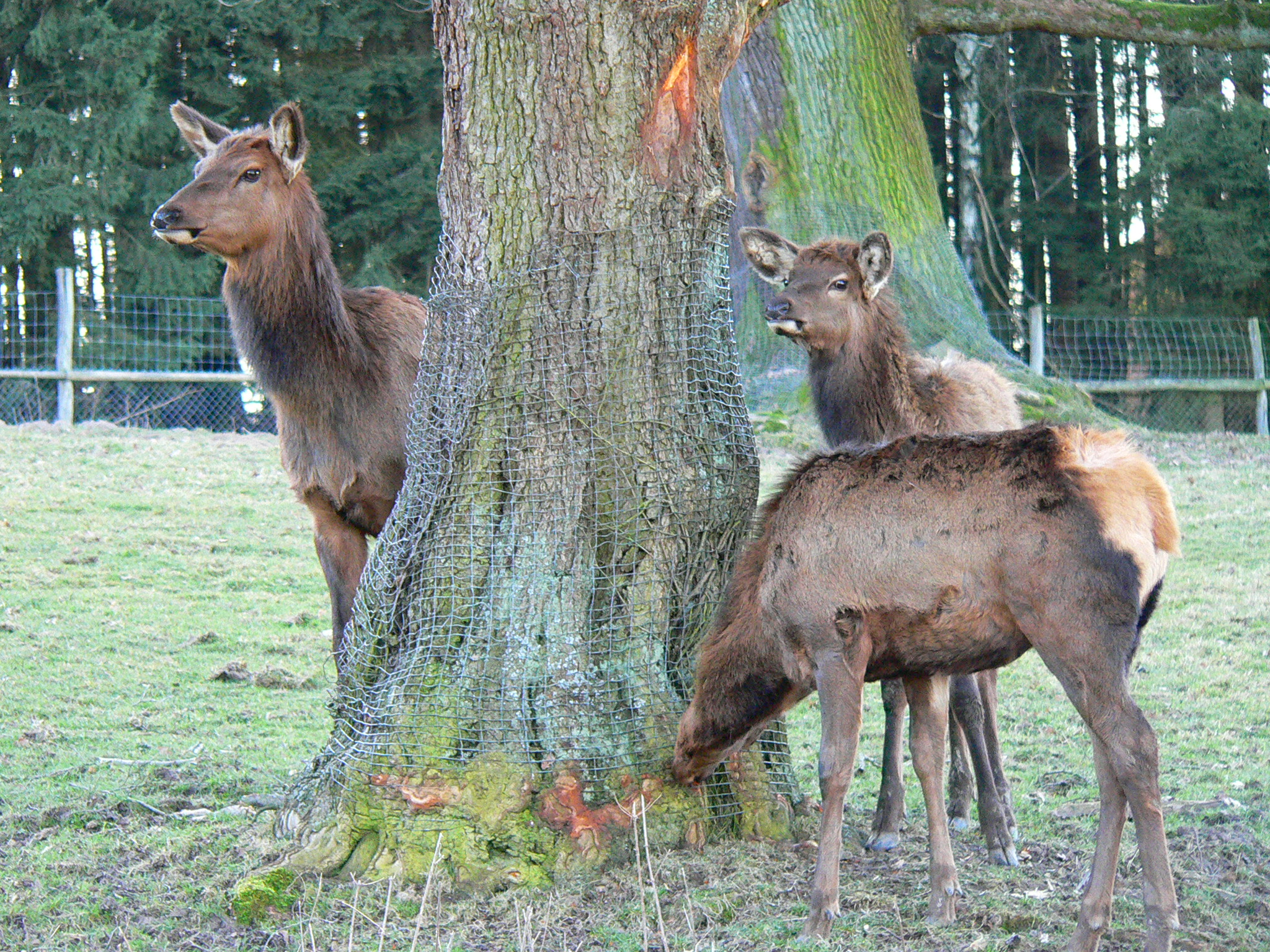
Rotwild im Tierpark

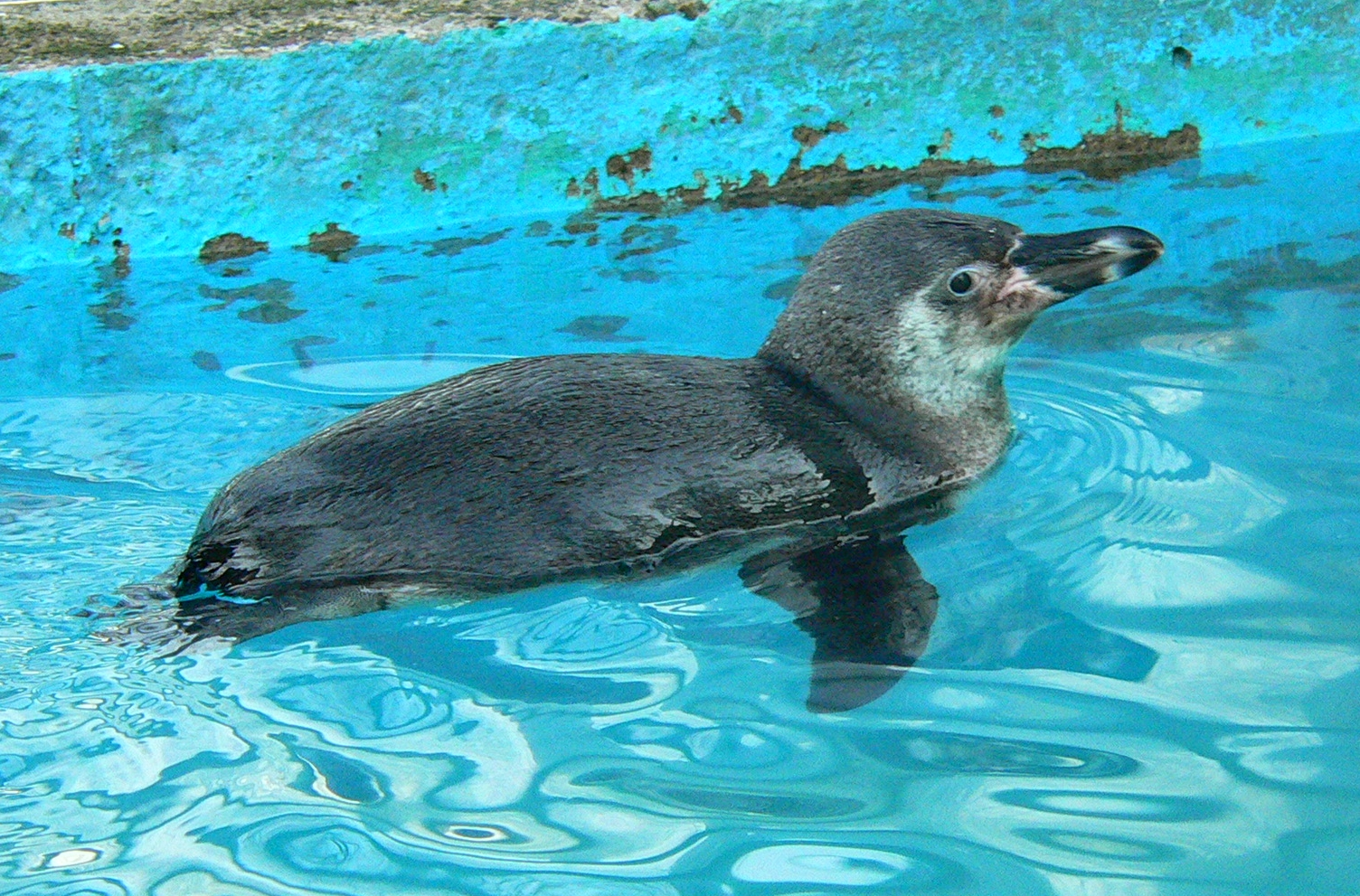
Humboldt-Pinguin im Tierpark

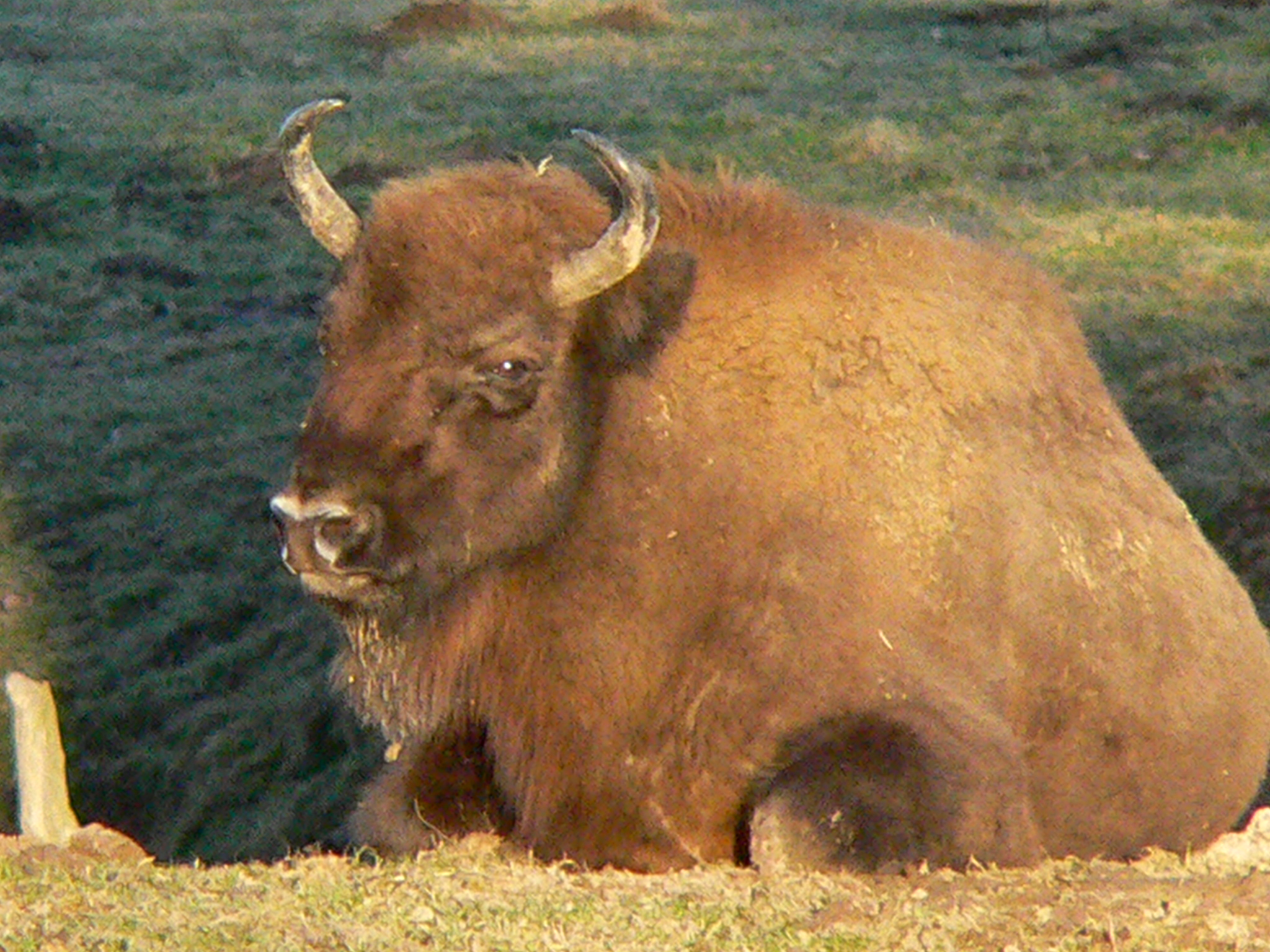
Wisent im Tierpark

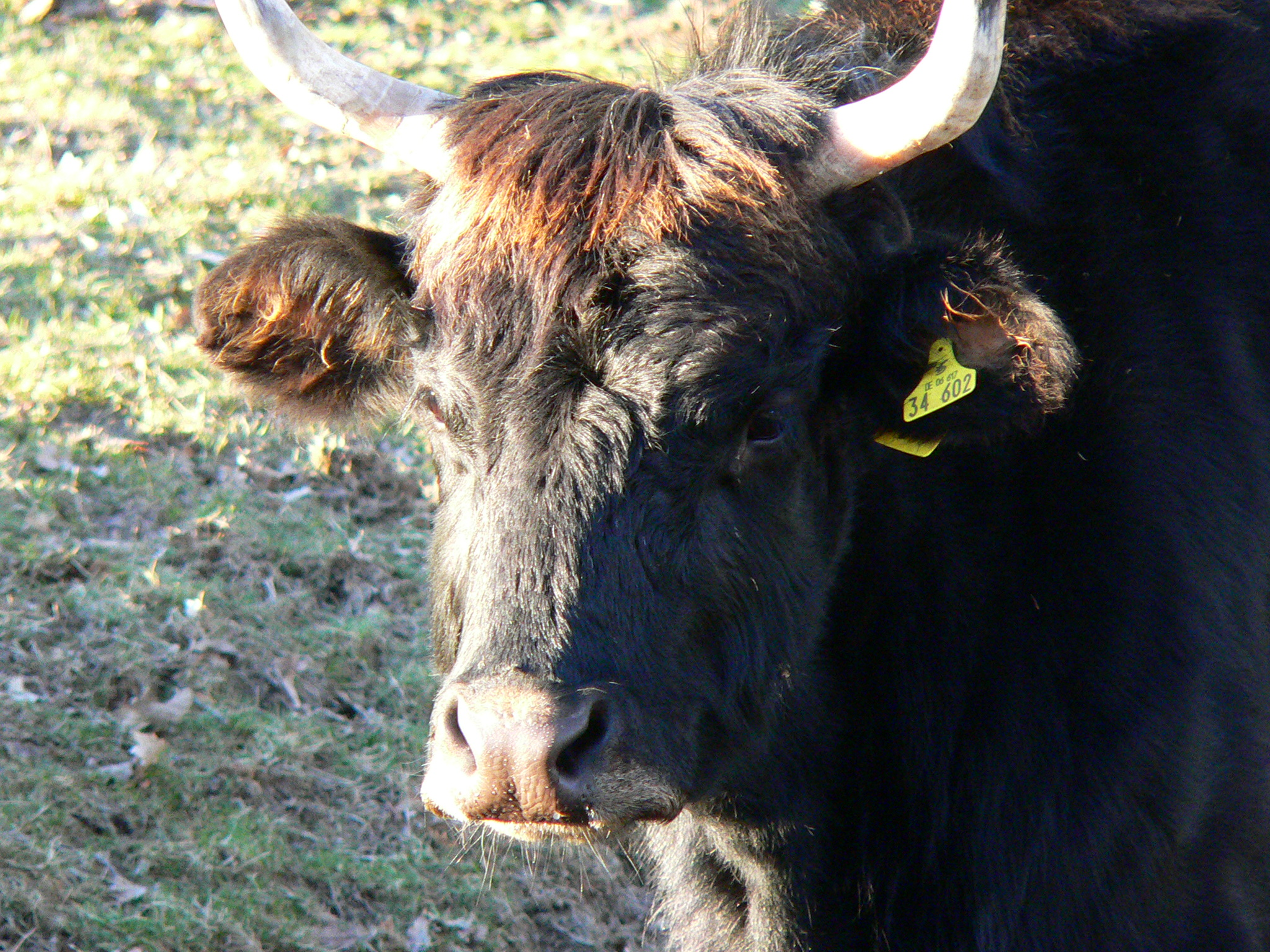
Heckrind im Tierpark

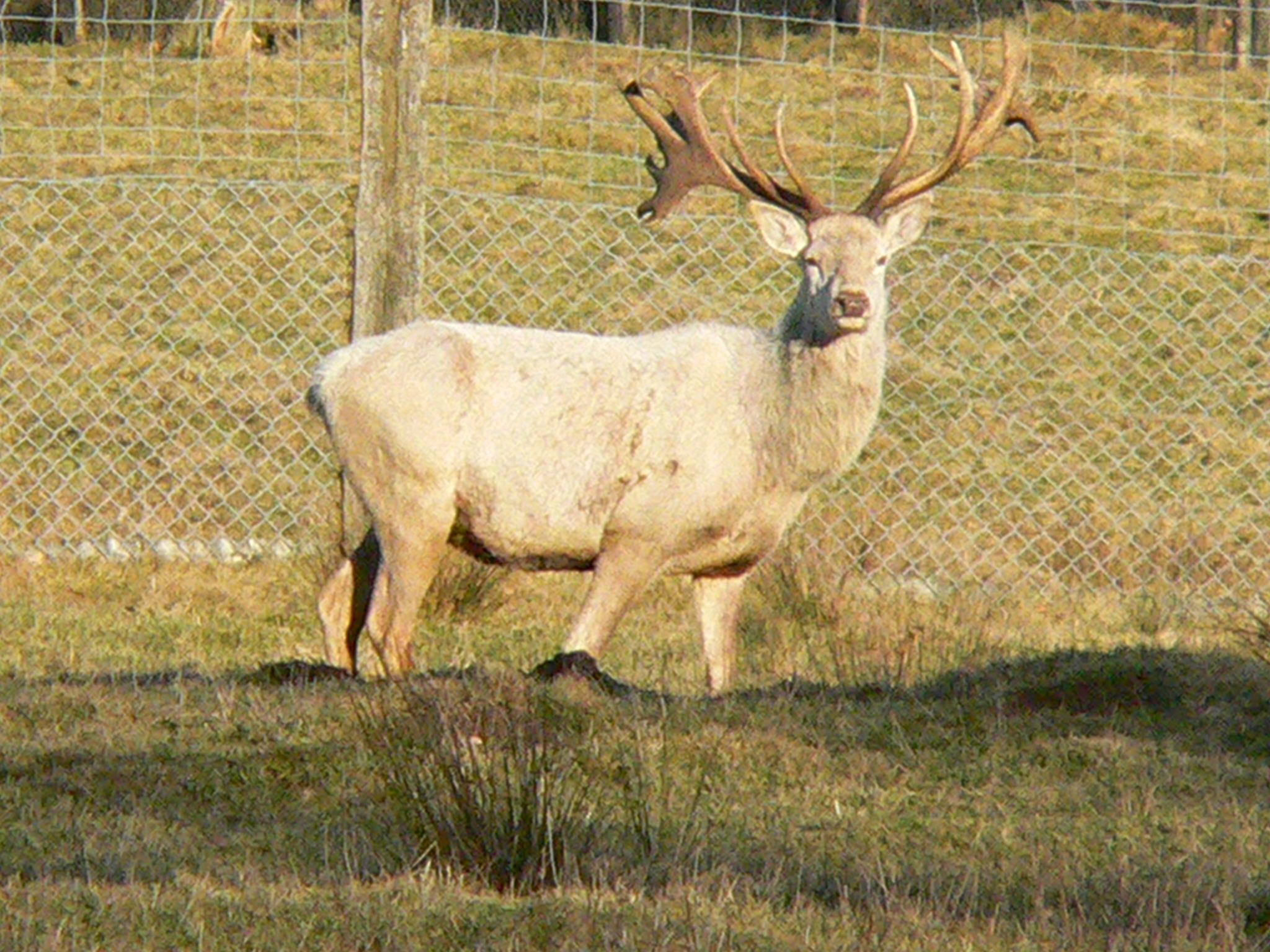
Weißer Damhirsch im Tierpark

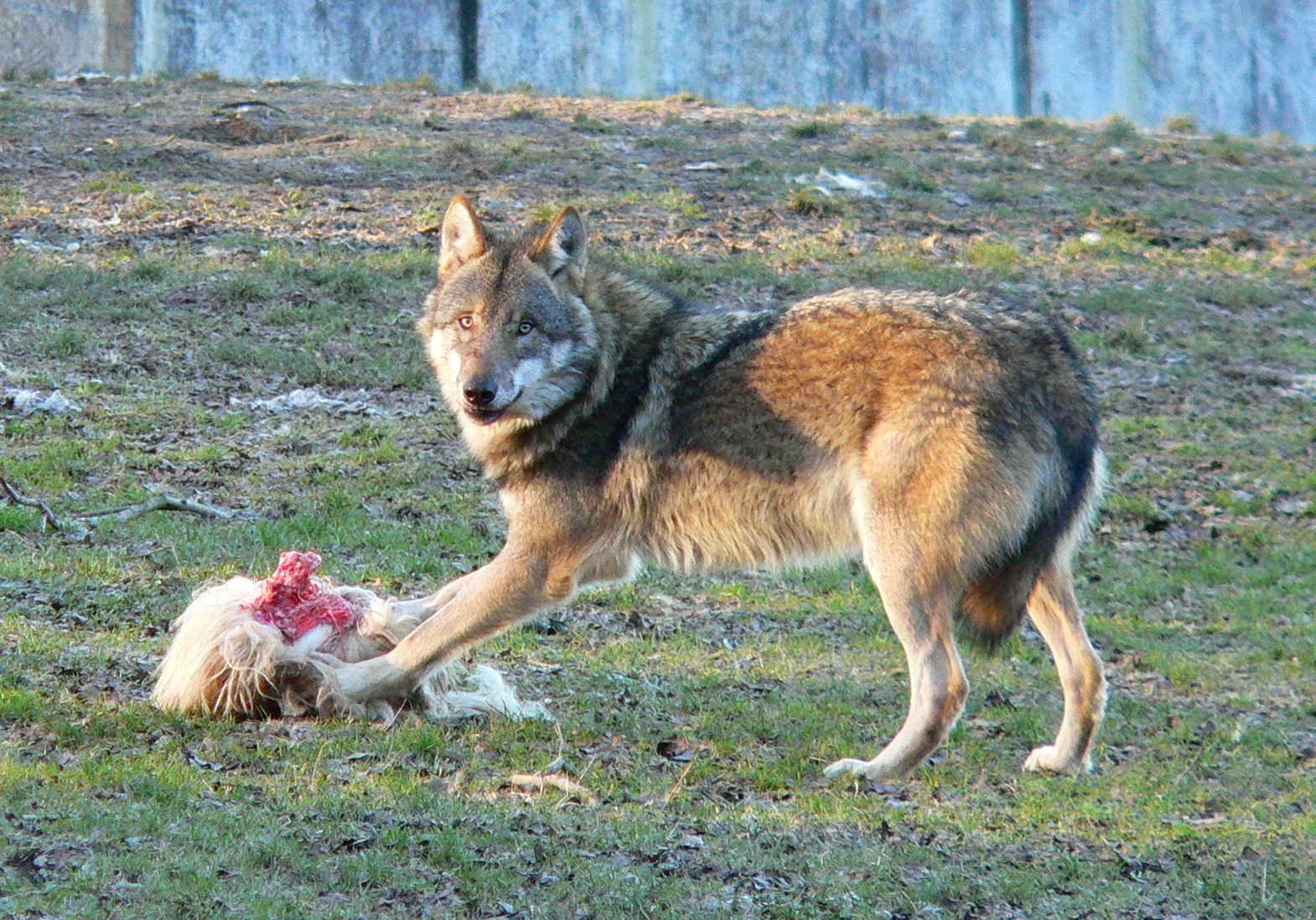
Wolf im Tierpark

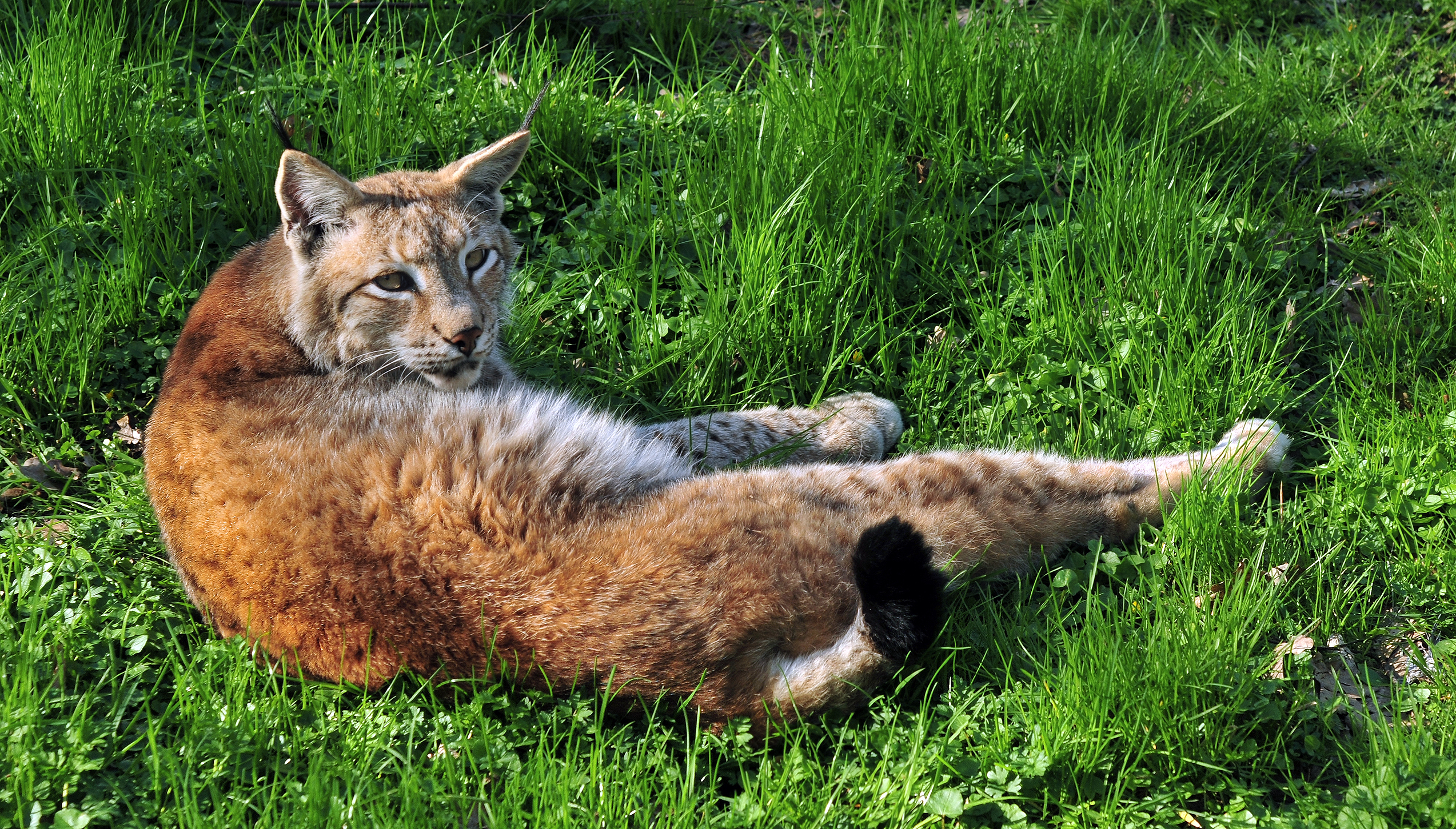
Luchs im Tierpark

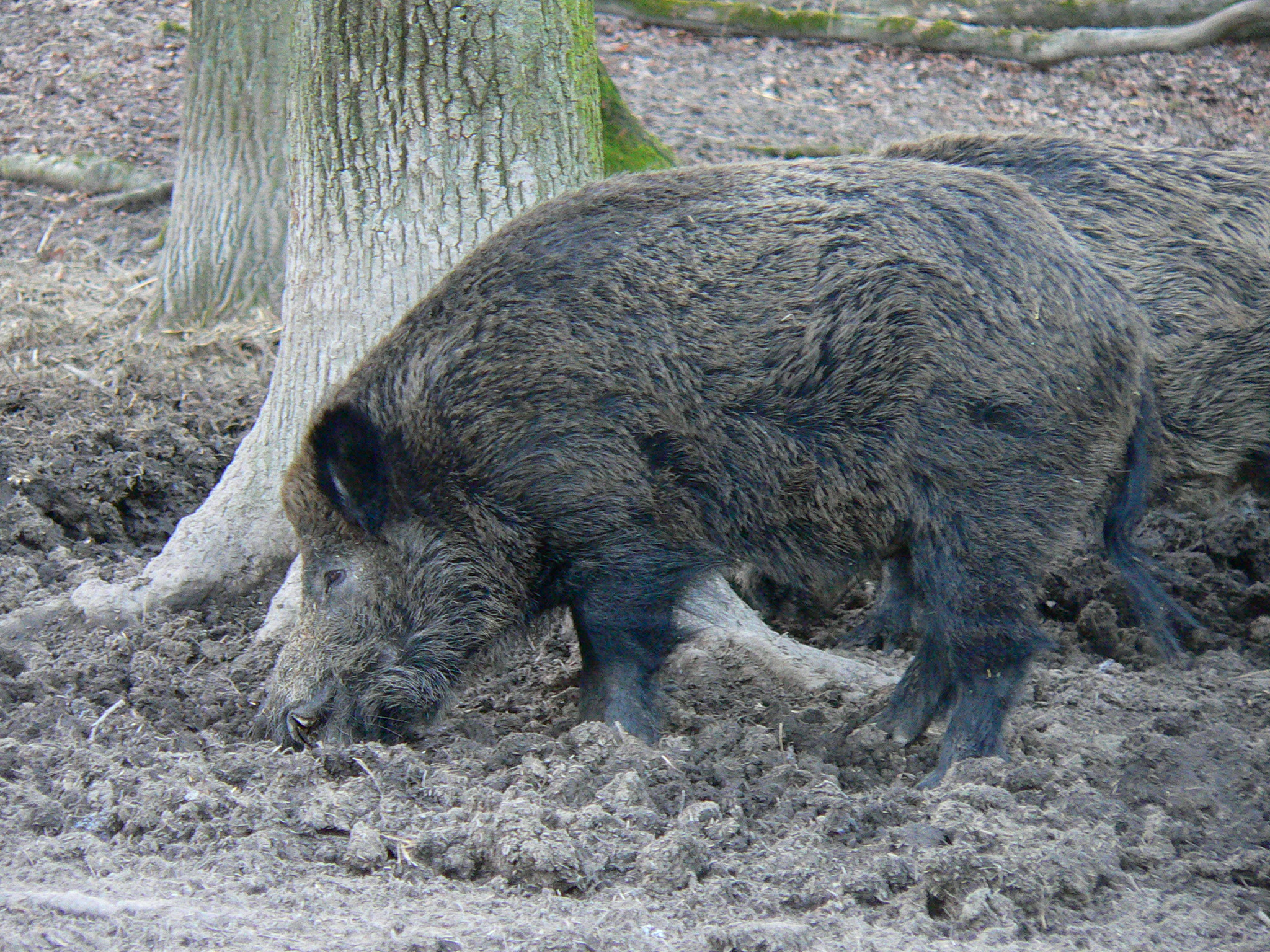
Keiler im Tierpark

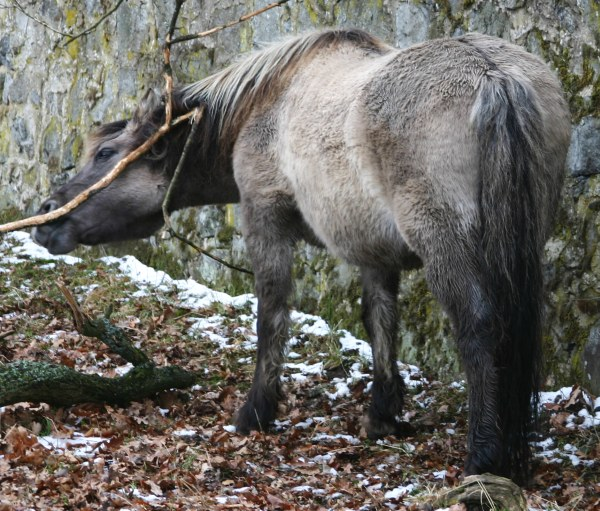
Heckpferd im Tierpark

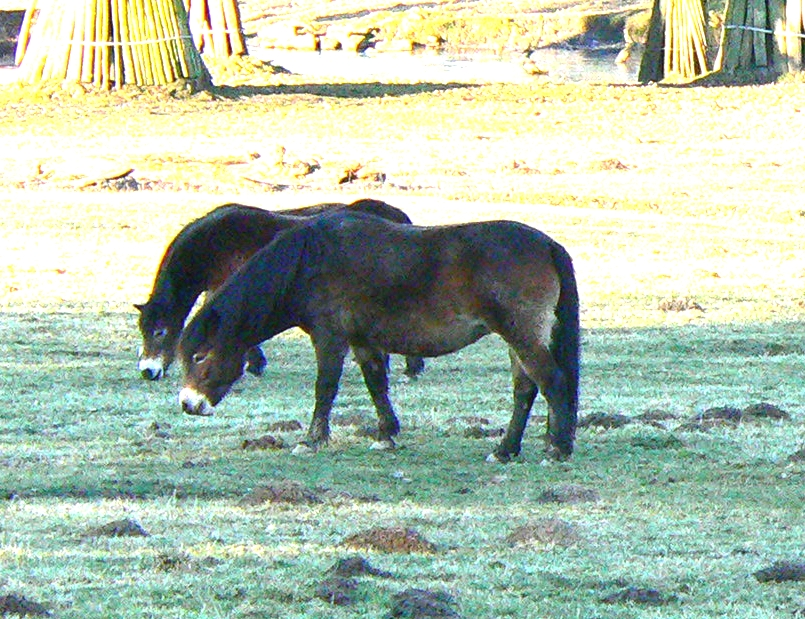
Exmoor-Pony im Tierpark

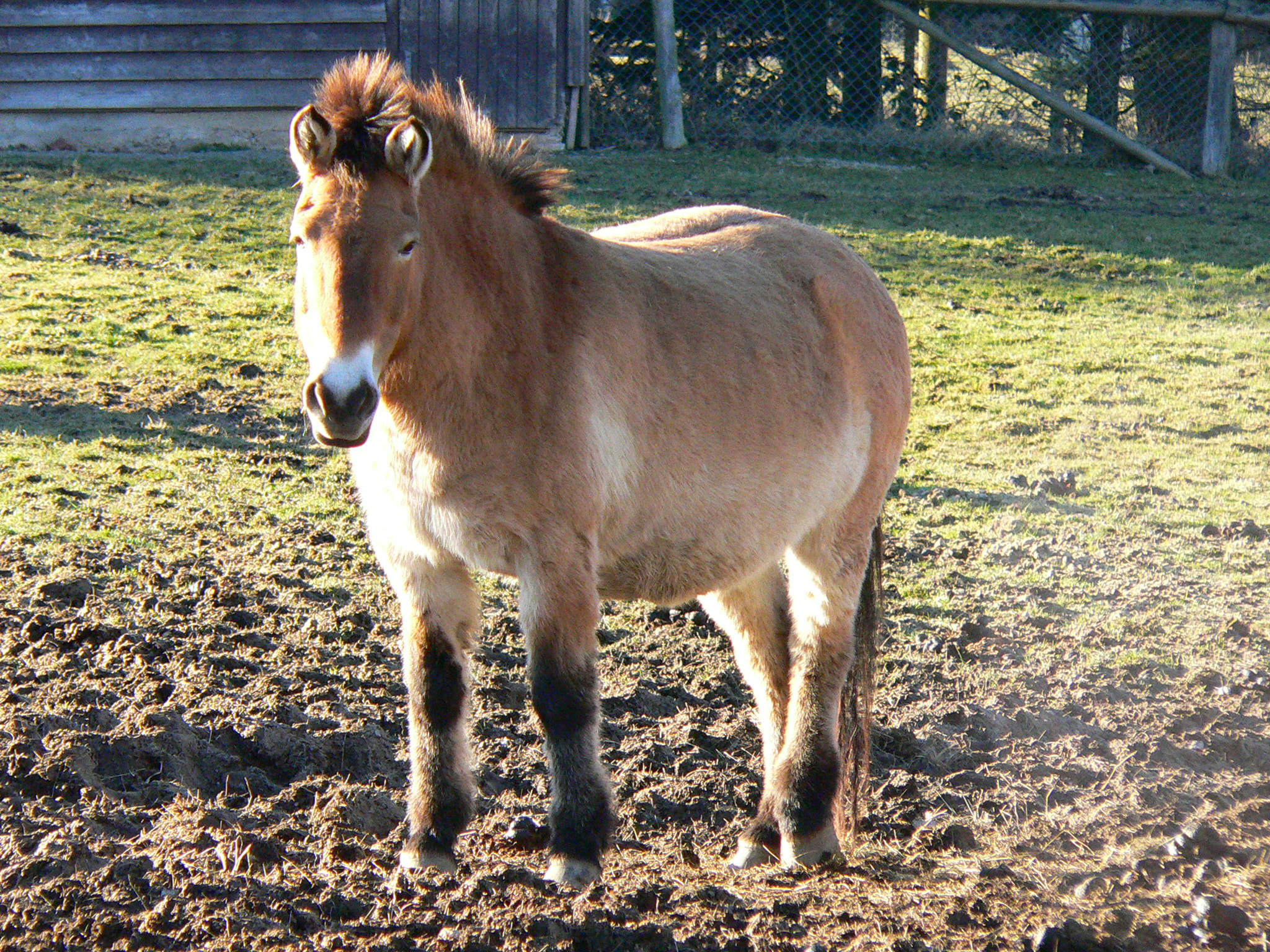
Przewalski-Pferd im Tierpark

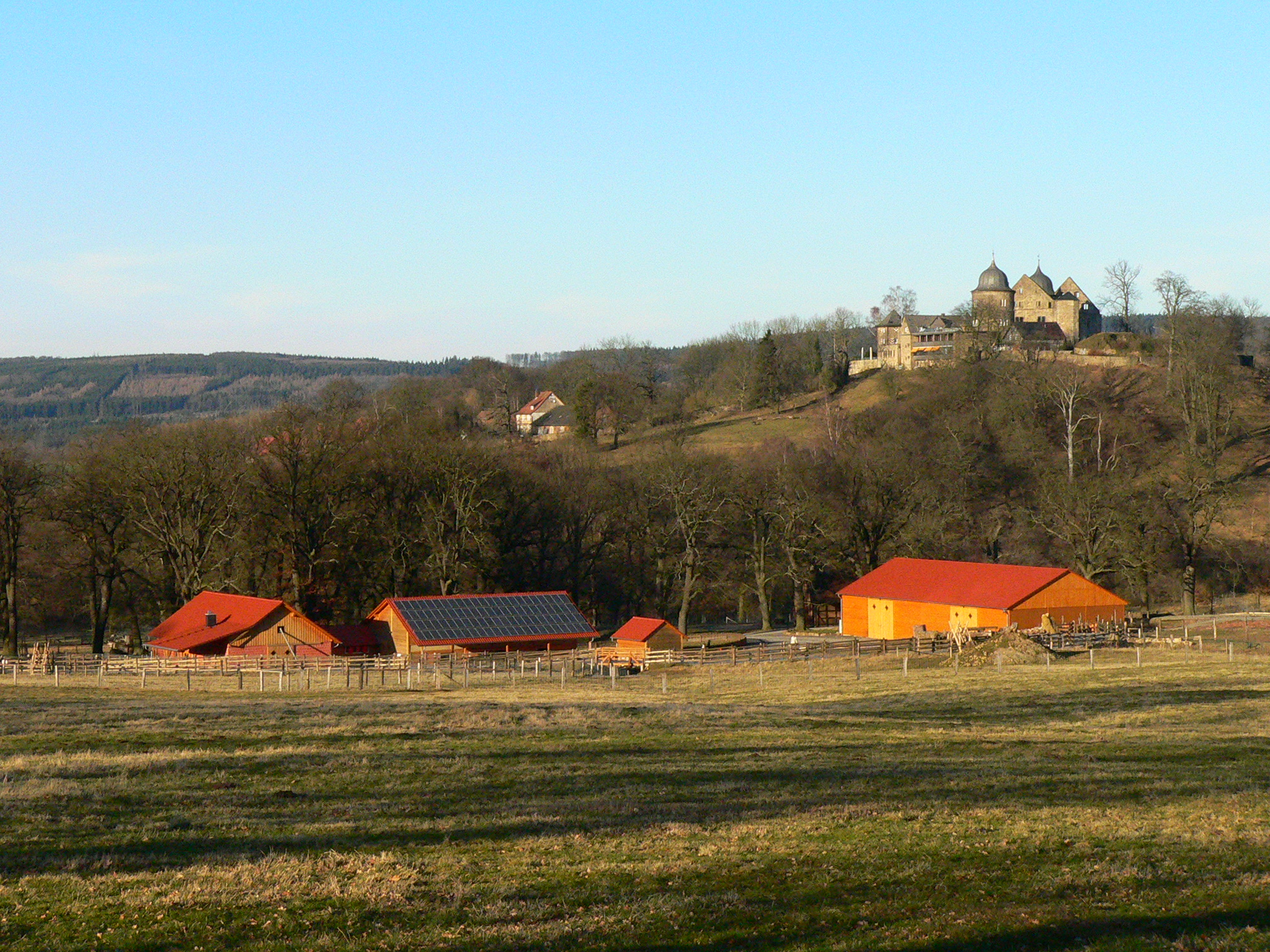
Pickers Hof (Schulbauernhof)

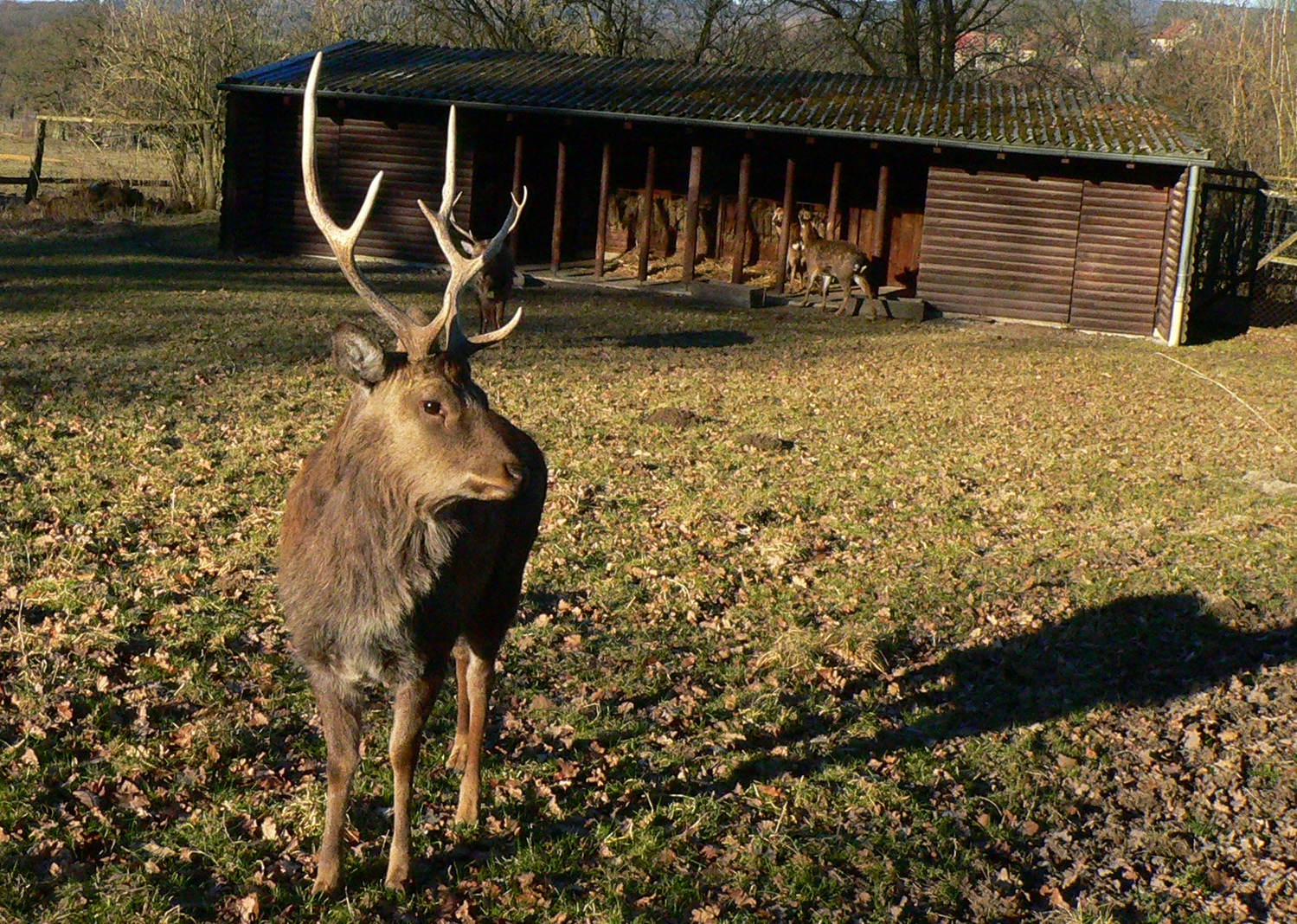
Dybowskihirsch im Tierpark

Grundsätzlich behielt man die alte, noch bestehende Tierparkmauer als Außengrenze des neuen Wildparks bei. Sie wurde auf ganzer Länge restauriert und lediglich an der Südwestflanke für einen zusätzlichen Außenbereich durchbrochen. Der Eingang befindet sich in der Nordwestecke des Areals, unmittelbar neben dem großen Parkplatz.
Die Aufteilung des Tierparks und die Wegführung entsprechen großteils der letzten barocken Anlage. Das Rondell im südlichen Drittel des Parks bildet wieder seinen Mittelpunkt, von dem sechs mit Eichen bestandene Alleen zur Außenmauer führen. Zwei weitere Alleen befinden sich im ersten Drittel hinter dem Eingang, sodass der Park fast symmetrisch streng in acht Bereiche aufgeteilt ist. Sechs davon sind teilweise bewaldete, 10 bis 20 Hektar große Wildwiesen.
Am Rondell und entlang der südwestlichen Mauer befinden sich Volieren. Zu den angelegten Wasserflächen gehören zwei größere Teiche, eine verzweigte Kleinteichanlage für Fischotter sowie je ein Becken für Pinguine und Waschbären. Am Hang des Burgbergs wurde eine Greifvogelstation eingerichtet.
Zur Infrastruktur des Tierparks gehören neben den Anlagen zur Tierhaltung und Tierzucht auch ein Streichelzoo und Spielplätze, ein Tierparkmuseum, eine Kultur- und Kirchenscheune, der Schulbauernhof Pickers Hof und ein Gasthaus.
Das heutige Konzept für den Tierpark beinhaltet drei Themenschwerpunkte:
1. Urwildpark: Neben einigen vom Aussterben bedrohten, heimischen Wildtierarten werden auch Nutztierrassen, denen man eine gewisse Ähnlichkeit zu ihren ausgerotteten Vorfahren zuspricht, etwa das Heckrind, gehalten. Um an den geschichtlichen Werdegang zu erinnern, werden verschiedene Hirscharten wie zu Zeiten der Landgrafen gehalten. Zum Urwildpark gehören folgende Arten:[3]
  - Eurasischer Fischotter (Lutra lutra)
  - Europäische Sumpfschildkröte (Emys orbicularis)
  - Europäischer Damhirsch (Dama dama)
  - Dybowski-Hirsch (Cervus nippon hortulorum)
  - Europäischer Rothirsch (Cervus elaphus elaphus)
  - Maralhirsch (Asiatischer Rothirsch) (Cervus elaphus sibiricus)
  - Wapiti (Nordamerikanischer Rothirsch) (Cervus canadensis nelsoni)
  - Exmoor-Pony (Equus caballus)
  - Przewalski-Pferd (Tachi) (Equus przewalskii)
  - Heckpferd
  - Heckrind
  - Mufflon (Europäisches Wildschaf) (Ovis ammon musimon)
  - Eurasischer Luchs (Lynx lynx)
  - Rentier (Karibu) (Rangifer tarandus)
  - Vielfraß (Järv, Bärenmarder) (Gulo gulo)
  - Westkaukasischer Steinbock (Tur) (Capra caucasica)
  - Wisent (Bison bonasus)
  - Wildschwein (Sus scrofa)
  - Wolf (Canis lupus)
2. Archepark: Alte Haus- und Nutztierrassen sind häufig für unsere Landwirtschaft wirtschaftlich unbedeutend geworden und drohen auszusterben. Ihrer Aufzucht und Haltung wird besondere Bedeutung zugemessen.
3. Kinderzoo: Vor allem junge Besucher sollen den Tieren hautnah begegnen können. Hierzu wurden verschiedene Streicheltieranlagen eingerichtet. Die hier auch gehaltenen, exotischen Arten wie Humboldt-Pinguine, tasmanische Bennett-Wallabys (Kängurus),[7] Wellensittiche, Kattas und Erdmännchen weichen zwar vom Grundkonzept des Tierparks ab, sind aber bei den Besuchern sehr beliebt.

### Tierbestand
Früher in allen Zonen Europas und Asiens vorkommend, galt der Wisent (Europäischer Bison) zu Beginn des 20. Jahrhunderts in Europa als ausgerottet. Neben anderen zoologischen Einrichtungen beteiligt sich auch der Tierpark Sababurg daran, diese Art vor dem Aussterben zu bewahren.
Gehalten wird auch das Resultat der Abbildzüchtungs-Versuche der Gebrüder Heck, das Heckpferd und Heckrind. Neben einer Herde Heckpferde beherbergt der Tierpark das aus der asiatischen Steppe stammende, vom Aussterben bedrohte Przewalski-Pferd und das Exmoor-Pony aus Mooren von Südwestengland.
Zu den in Europa und Asien heimischen Hirscharten im Tierpark gehören Dybowski-Hirsche, Maralhirsche und Wapiti-Hirsche und auch Damhirsche und Rothirsche (beide auch in weißen Farbvarianten) sowie das Rentier, das außerhalb seiner nordischen Heimat nur schwer zu halten und auf spezielle Nahrung angewiesen ist. Dies erfuhr bereits der Tierparkgründer Landgraf Wilhelm IV., als seine mit dem Schiff aus Lappland in den Reinhardswald transportierte Rentierherde stark dezimiert eintraf und der Rest nur wenige Wochen überlebte. Beim zweiten Versuch wurde die Herde von Anfang an von einer erfahrenen Samin betreut, die dann zusammen mit ihren Rentieren im Tierpark lebte. Als das letzte Rentier verstarb, verschwand auch die junge Samin. Als Erinnerung an ihr Schicksal befindet sich am Rondell eine Skulptur der Samin mit entsprechender Inschrift. Im Jahr 2013 wurde eine vier Tiere umfassende Gruppe Elche in einem 53.000 m² großen Gehege angesiedelt.
Der Bestand an heimischen Wildtieren wird ergänzt durch ein Rudel Wölfe, Luchse, Vielfraße, Fischotter, Wildschweine, Westkaukasische Steinböcke und Mufflons. Zu den im Tierpark gehaltenen Haustieren gehören Esel, ostpreußische Skudden und Thüringer Waldziegen genauso wie Rotes Höhenvieh, Deutsches Sattelschwein, Leinegans und Deutsche Pekingente.

### Greifvogelstation
Am Burgberg direkt unterhalb der Sababurg an der höchsten Stelle des Tierparks befindet sich terrassenförmig angelegt die Greifvogelanlage. Zwischen 1. März und 30. November (Montags Ruhetags), können hier verschiedene Greifvögel besichtigt werden. Sie werden auch von einem Falkner im Rahmen von Flugvorführungen vorgestellt. Zum Bestand der Anlage gehören unter anderem Seeadler, Schreiseeadler, Steppenadler, Mäusebussard, Rotmilan, Würgfalke, Wanderfalke, Wüstenbussard, Weißkopfseeadler, Uhu und Schneeeule. Die meisten Vögel sind Leihgaben der Greifvogelstation Hellenthal.

### Pickers Hof
Der geistige Vater des Tierparks, Zoologe Hans Georg Picker, hatte bereits 1985 einen Haustiergarten verwirklicht, um bedrohte alte Rassen zu zeigen. 2006 erhielt der Tierpark Sababurg den ersten Bauabschnitt eines Schulbauernhofs: Pickers Hof.
Es entstand mit einem finanziellen Aufwand des Landes Hessen in Höhe von 341.000 Euro und 181.000 Euro aus EU-Mitteln eine Hofanlage mit Stallgebäude, Volieren und Auslaufbereichen für Kleintiere. Ein Multifunktionsgebäude mit Küche, Gruppenraum und Getreidelager gehört ebenso zum Hof, bei dessen Bau traditionelle Handwerkstechniken eingesetzt wurden. Beheizt wird der Hof durch eine Pelletheizung. Die Stromversorgung geschieht durch eine Photovoltaikanlage.
Rinder, Schweine, Ziegen, Schafe, Enten und Gänse leben im Schulbauernhof, auf dem praktisch gezeigt wird, wie auf einem Bauernhof gearbeitet und gelebt wird. Um dies zu verdeutlichen, wurden alte Nutztierarten für den Tierpark angeschafft wie Rotes Höhenvieh, Leineschaf, Thüringer Waldziege und Deutsches Sattelschwein. Neben dem Lachshuhn und dem Vorwerkhuhn werden noch die Deutsche Pekingente und die Leinegans auf dem Hof gehalten.

### Museum
Das Museum im Park war ursprünglich als naturkundliche sowie jagd- und forstgeschichtliche Ausstellung angelegt. Das heutige Tierparkmuseum zeigt die Geschichte des Wildparks an der Sababurg, berichtet über die dortige Pferdezucht und die im Reinhardswald lebenden Menschen, um am Ende eines Rundgangs zu den Brüdern Grimm zu kommen, die zwischen 1806 und 1811 auch eine Zeit am Rand des Reinhardswaldes verbrachten.
Das Museum ist in einem Fachwerkhaus aus dem Jahr 1610 untergebracht. Das diemelsächsische Längsdielenhaus stand bis 1979 in Gottsbüren und wurde im Frühjahr 1980 im Tierpark Sababurg wieder aufgebaut. Seit 2005 wird das Museum umgebaut, ein neues Ambiente soll den Ausstellungsort und die Präsentationen modern und freundlicher gestalten. Der erste Teil, das Erdgeschoss des Museums wurde im Mai 2009 eingeweiht. Der kleine Rundgang zeigt die Geschichte der Jagd, die Entstehung und Nutzung des Tierparks.
Im Obergeschoss sind Dokumentationen vorgesehen, die über die Erhaltungs- und Abbildzüchtung („Rückzüchtung“) von Tierarten informieren. Weitere Ausstellungsthemen sind der Beruf des Tierpflegers, der Urwald Sababurg als erstes Naturschutzgebiet Hessens mit seinen Huteeichen und die Geschichte des ehemaligen Gestüts Beberbeck.
Direkt unterhalb steht eine alte, restaurierte Fachwerkscheune aus Ostheim bei Liebenau. Von 2009 bis 2018 war hier die Tierparkverwaltung, die die Besucher direkt vor Ort informierte. Heute gibt es ein eigenes Informationszentrum.
2007 erhielt der Tierpark Sababurg aus Mitteln des kommunalen Finanzausgleichs 32.500 Euro für die weitere Neugestaltung des Museums. Hiermit übernahm das hessische Ministerium für Wissenschaft und Kunst mehr als die Hälfte der zuwendungsfähigen Gesamtkosten.

### Infozentrum
2018 wurde an Stelle des zuvor abgerissenen Kassenhäuschens aus den 1970er-Jahren ein neues Infozentrum gebaut, welches auch als Eingangsgebäude fungiert und in dem auch die Verwaltung untergebracht ist. Es beinhaltet auch einen Info-Raum für den Naturpark Reinhardswald. Daneben wurde im gleichen Stil ein Kiosk errichtet.

### Kultur und Kunst
Oberhalb in Richtung Pickers Hof auf der linken Seite steht die alte Wildscheune. Diese Fachwerkscheune wurde im Jahr 2007 restauriert und als Kultur- und Kirchenscheune eingeweiht. In deren Halle finden Vorträge statt und im Sommerhalbjahr werden an jedem Sonn- und Feiertag Kurzgottesdienste und in größeren Abständen Märchengottesdienste gehalten.

### Arboretum
Im Arboretum stehen die Bäume des Jahres von 1989 bis 2025 (Stand Juni 2025), die vom Kuratorium Baum des Jahres ausgerufen wurden. Der erste Teil des Arboretums ist bei Pickers Hof, der zweite in der Nähe des Wolfsgeheges. Auch der Baum des Jahrtausends, der Ginkgo ist dort anzutreffen.

## Aktionen und Attraktionen
Das Angebot des Tierparks wurde in den letzten Jahren stetig ausgeweitet: 2001 wurde die oben beschriebene Greifvogelstation eingeweiht, 2006 folgte der Schulbauernhof, 2007 die Kulturscheune, 2009 der Museumsausbau, 2011 eine neue Anlage für Pinguine und die neue AffenKletterWelt. 2012 wurden die Gehege der Kaninchen und Kängurus erneuert, eine begehbare Wellensittichvoliere errichtet und das alte Pinguingehege in ein Waschbärparadies umgewandelt. 2013 wurde der neue Erdmännchen- und Zwergziegenstall eingeweiht. Im Jahr 2015 wurde die BienenWelt eröffnet, diese beinhaltet unter andern einen Aktionstisch und es werden verschiedene Imker-Werkzeuge und Bienenerzeugnisse ausgestellt
Seit 2005 findet regelmäßig im Spätsommer und in der Vorweihnachtszeit ein Mittelaltermarkt statt. Zu den jeweils zwei Tage dauernden Märkten kommen jährlich mehr als 20.000 Besucher.

## Besucherzahlen
Seit der Wiedereröffnung des Tierparks 1973 verzeichnet er jährlich steigende Besucherzahlen. Zum Beispiel konnten die Besucherzahlen von 1998 bis 2004 von 105.000 auf 148.000 gesteigert werden. 2005 begrüßte der Tierpark den 4,5-millionsten Gast und erreichte damit einen jährlichen Durchschnitt von 140.000 Besuchern. Im Jahr 2008 lag die Besucherzahl bei etwa 180.000, 2011 bei über 250.000 und im Jahr 2014 bereits bei 320.000. Nach 327.457 Besuchern im Jahr 2016 und 352.000 Besuchern im Jahr 2019 wurde mit 373.000 Besuchern im Jahr 2023 ein neuer Rekord verzeichnet.

## Verkehrsanbindung
Der Tierpark Sababurg ist über die Kreisstraße 55, die aus Richtung Hofgeismar vorbei an dessen Ortsteil Beberbeck, am Urwald Sababurg und am Park zum Trendelburger Ortsteil Gottsbüren führt, zu erreichen; vom Park kann man auf dieser Straße und anschließend über die Kreisstraße 56 hinauf zur Sababurg fahren. Seit Juni 2015 gibt es auf dem Parkplatz des Tierparks eine Typ-2-Ladesäule.
Zwei Bus-Linien des Nordhessischen Verkehrsverbunds (NVV) fahren den Park von Hofgeismar, Reinhardshagen, Bodenfelde und Hannoversch Münden aus an.